# Hémicellulose

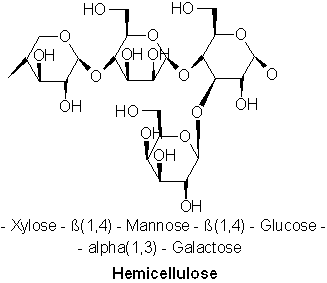
Représentation de Cram d'une molécule d'hémicellulose.

L'hémicellulose est un biopolymère de la famille des glucides, constitutif de la paroi cellulaire végétale et une des composantes du bois. Elle a un rôle de pontage entre les fibres de cellulose, mais aussi avec d'autres composés matriciels.
L'hémicellulose constitue 30 à 45 % de la biomasse végétale terrestre derrière la cellulose (35 à 50 %) mais devant la lignine (15 à 25 %), formant ainsi la deuxième famille de composés par ordre d’abondance dans les plantes et dans les écosystèmes terrestres où domine la biomasse végétale morte ou vive.
L’hémicellulolyse désigne le processus d'hydrolyse des liaisons de l'hémicellulose par des enzymes hémicellulolytiques.

## Structure
L'hémicellulose est une fibre polysaccharidique non amylacée. Elle est un polymère branché avec différents types de sucres. Par rapport à la cellulose, l'hémicellulose ne contient pas que des glucoses anhydres. Par exemple, en plus du glucose, les monomères de l'hémicellulose peuvent être du xylose, du mannose, du galactose, du rhamnose ou de l'arabinose. L'hémicellulose est une fibre insoluble dans l'eau et donc peu fermentescible, elle traverse le système digestif sans être transformée. Mais il existe des hémicelluloses fermentescibles comme l'arabinoxylane qui est rapidement fermenté dans le côlon, cela dépend de leur nature. L’hémicellulose est contenue dans le son, les céréales complètes, il représente environ 1/3 des fibres des fruits, légumes, légumineuses et noix.
L'hémicellulose est faite majoritairement de D-pentoses, parfois de petites quantités d'oses de configuration L. Le xylose est toujours l'ose le plus représenté mais les acides mannuronique et galacturonique sont aussi souvent présents.
Les hémicelluloses incluent les polyosides suivants : xylane, glucuronoxylane, arabinoxylane, glucomannane et xyloglucane.
50 % des hémicelluloses contiennent des acides uroniques (dérivés carboxylés de glucose et galactose).